# Železniční trať Podgorica–Skadar

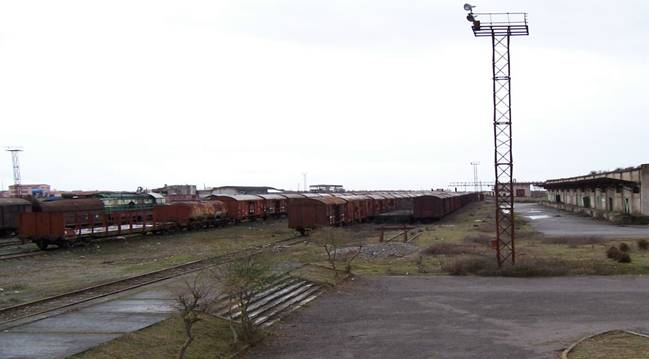
Železniční stanice Bajzë nedaleko albánsko-černohorské hranice

Železniční trať Podgorica–Skadar (srbochorvatsky v latince Željeznička pruga Podgorica–Skadar, v cyrilici Жељезничка пруга Подгорица–Скадар, albánsky Hekurudha Podgorica-Shkodër) spojuje severoalbánské město Skadar s černohorskou metropolí Podgorica. Trať je normálního rozchodu, jednokolejná, neelektrifikovaná. Její délka je 63,5 km, z toho je 29,5 km trati na černohorském území (po hraniční přechod Tuzi) a 34 km na albánském území (od hraničního přechodu Bajzë). 

## Historie
Železniční trať byla vybudována v letech 1984-1985 jako první mezinárodní spojení do té doby izolované albánské železniční sítě. Směřovala do socialistické Jugoslávie, s napojením na trať Bělehrad–Bar v černohorském hlavním městě Podgoricí (tehdy Titogradu). (Podgorica sama byla napojena na evropskou síť normálního rozchodu teprve dokončením uvedené trati roku 1975; od roku 1959 byl v provozu její izolovaný úsek do přístavu Bar.)
Trať byla původně navržena již v roce 1947, ale vzhledem ke zhoršení vzájemných vztahů Albánie s Jugoslávií o rok později byla její výstavba zastavena a železniční trať byla na albánské straně ukončena ve městě Skadar. Výstavba byla zahájena teprve v roce 1982. Prvnímu výkopu předcházely dlouhé diskuse nad trasováním na černohorské straně v souvislosti s možným záborem úrodné zemědělské půdy na rovině v blízkosti Skadarského jezera. Nakonec byla vybrána tzv. „severní“ varianta. Vybudována byla trať s deseti mosty a třemi tunely (nejdelší přes 2 km délky). Na albánské straně vzniklo rovněž několik mostů, z nichž nejvyšší ční 130 m nad terénem.
Nedlouho po zprovoznění se však nákladní doprava s Albánií ukázala jako ztrátová a mnohdy jezdily vlaky mezi oběma zeměmi prázdné. Jugoslávské železnice požadovaly od vlády náhradu ušlého zisku. Během turbulentních 90. let a rozpadu Jugoslávie byla nakonec doprava s Albánií zastavena zcela. Pokus obnovit provoz roku 1996 po několika měsících ztroskotal vzhledem k politické nestabilitě Albánie a vzpouře spojené s pádem pyramidových fondů v roce 1997.
Pravidelný provoz na trati byl obnoven až od roku 2002. Na albánské straně prošla trať ze Skadaru rovněž modernizací, a to ve výši 365 milionů leků, které investovala centrální vláda.